# Scout (futebol)
Um olheiro, ou scout de futebol assiste a partidas de futebol em nome dos clubes para coletar informações sobre jovens jogadores. Normalmente, existem dois tipos de scouts: scouts de jogadores e analistas táticos. No Brasil, é muito comum a profissão ser chamada de Analista. Os Analistas de Mercado procuram jogadores externos para trazer para a sua equipa, enquanto os Analistas de Desempenho analisam a tática, performance e questões internas da equipa.
Os scouts de jogadores avaliam o talento dos jogadores de futebol com o objetivo de os trazer para a sua equipa ou agência. Alguns scouts concentram-se em descobrir jovens jogadores promissores e futuras estrelas, enquanto outros são contratados para controlar as contratações em potencial. Os clubes mais pequenos só podem explorar a região do seu próprio país, enquanto os clubes maiores e mais ricos podem ter extensas redes internacionais de observação.

## Importância do scouting
Com a modernização e globalização do futebol e da economia dos clubes de futebol, o scouting cresceu em relevância importância. A competição pela busca de jovens talentos é extremamente competitiva. Embora seja difícil quantificar a prevalência do scouting no futebol atualmente, estão prontamente disponíveis evidências circunstanciais da sua magnitude. Gwyn Williams, ex-Chief Scout do Chelsea FC, terá usado um banco de dados contendo até 77 mil jogadores enquanto lá trabalhava. Isto revela a importância de se manter uma base de dados de jogadores observados. Também foi relatado que os jogos em casa do Tours FC, clube francês da segunda divisão, são assistidos por uma média de 15 a 20 scouts por jogo.